# Коле, Ипполит
Ипполит Раймон Коле (фр. Hippolyte Raymond Colet; 5 декабря 1808, Юзес — 21 апреля 1851, Париж) — французский композитор и музыкальный педагог.

## Биография
Ипполит Коле родился 5 декабря 1808 года в Юзесе в семье ветеринарного врача. Окончил Парижскую консерваторию, ученик Антонина Рейхи и Анри Монтана Бертона.
В 1834 году был удостоен второго гран-при Римской премии, уступив первое место Антуану Эльвару. С юных лет замещал Рейху в консерватории, с 1840 года профессор гармонии; наиболее известным его учеником был Генрик Венявский. Автор трёх опер, ряда камерных сочинений, многочисленных учебных пособий по гармонии.
С 1834 года был женат на писательнице Луизе Коле (девичья фамилия Revoil), известной преимущественно своими отношениями с Гюставом Флобером; Коле, со своей стороны, был любовником графини Гвиччоли, которая задолго до этого была любовницей Байрона.
В 1840 году у Луизы Коле родилась дочь Генриетта, но ни он, ни её любовник Виктор Кузен не согласились признать отцовство.
Ипполит Раймон Коле умер 21 апреля 1851 года в городе Париже.